# Liste der Monuments historiques in Leffonds
Die Liste der Monuments historiques in Leffonds führt die Monuments historiques in der französischen Gemeinde Leffonds auf.

## Liste der Immobilien
| Bezeichnung     | Beschreibung | Standort                                          | Kennzeichnung | Schutzstatus   | Datum | Bild           |
| --------------- | --- | ------------------------------------------------- | ------------- | -------------- | ----- | -------------- |
| Kloster Mormant | Wegestation an der Via Francigena, ab um 1100 Kloster der Augustiner-Chorherren, 1300 an den Templerorden übergeben, 1314 an den Johanniterorden gefallen, 1792 aufgelöst, seitdem landwirtschaftlich genutzt; sogenannte Zehntscheune (ehemaliges Maison-Dieu), 12. und 15. Jahrhundert, Reste der Umfassungsmauer, Gästehaus-Hospital und Gewölbekeller, 12. bis 16. Jahrhundert | Mormant, rue de l’Abbaye, rue de l’Hôpital (Lage) | PA00079132    | Classé Inscrit | 1989  | weitere Bilder |

## Liste der Objekte
| Bezeichnung                       | Beschreibung                                    | Standort                                | Kennzeichnung | Schutzstatus | Datum | Bild |
| --------------------------------- | ----------------------------------------------- | --------------------------------------- | ------------- | ------------ | ----- | ---- |
| Wandgemälde Beweinung Christi     | vier Fragmente, 16. Jahrhundert; 2015 gestohlen | Mormant, im Kloster Mormant (Lage)      | PM52001910    | Classé       | 1989  |      |
| Kreuzweg                          | bezeichnet 1852                                 | Leffonds, in der Kirche St-Denis (Lage) | PM52001962    | Inscrit      | 2019  |      |
| Reliquienbüste Heiliger Dionysous | aus dem 18. Jahrhundert                         | Leffonds, in der Kirche St-Denis (Lage) | PM52001961    | Inscrit      | 2019  |      |
| Kruzifix                          | aus dem 16. Jahrhundert                         | Leffonds, in der Kirche St-Denis (Lage) | PM52001963    | Inscrit      | 2019  |      |